# Phoneutria keyserlingi
Phoneutria keyserlingi là một loài nhện trong họ Ctenidae.
Loài này thuộc chi Phoneutria. Phoneutria keyserlingi được Frederick Octavius Pickard-Cambridge miêu tả năm 1897.